# Joseph Henri Menaud de Bazignan
Joseph Henri Menaud de Bazignan, né le 15 février 1740 à Francescas (Lot-et-Garonne), mort le 10 septembre 1821 à Agen (Lot-et-Garonne), est un colonel français de la Révolution et de l’Empire.

## États de service
Il entre en service le 1er janvier 1759, comme élève aspirant du génie, et il est admis en qualité de lieutenant en second à l’École royale du génie de Mézières le 1er janvier 1762. Sortie de l’école le 1er janvier 1765, avec le grade de lieutenant en premier (ingénieur ordinaire), il reçoit son brevet de capitaine le 15 août 1773.
Après avoir servi dans plusieurs places du royaume, il est fait chevalier de Saint-Louis le 3 avril 1790, et il obtient le grade de lieutenant-colonel le 4 décembre 1792, à Bordeaux. Le 3 juillet 1795, il est nommé chef de brigade, directeur des fortifications sur diverses places frontières, et le 27 janvier 1798, il devient directeur des fortifications à Nice. L’année suivante, il adresse au comité des fortifications, un rapport sur la défense du comté de Nice et des pays adjacents occupés par l’armée française, accompagné d’une carte bien étudiée des localités, qui mérite à son auteur des témoignages de satisfaction de la part du comité. Il fait faire une reconnaissance des cols qui aboutissent à la grande chaine des Alpes, fortifie le col de Tende, à hauteur de La Briga, d’où avec une compagnie de sapeurs de 200 hommes il maintient constamment libre les communications entre Nice et l’armée d’Italie, ainsi que celles entre la France et l’armée des Alpes. 
En 1800, lorsque le corps du général Suchet se replie sur le Var, il est chargé de fortifier les places de Monaco, de Villefranche, et le fort du mont Alban. Ces dispositions défensives arrêtent la marche du feld-maréchal Melas. L’intelligence et le zèle déployés en cette circonstance, lui mérite les éloges du directoire. Le 30 mars 1800, il prend la direction du génie à Antibes, et en 1802, il occupe les mêmes fonctions à Bordeaux. Il est fait chevalier de la Légion d’honneur le 11 décembre 1803, officier de l’ordre le 14 juin 1804, et membre du collège électoral du département de Lot-et-Garonne. Affecté à Rochefort comme colonel directeur des fortifications, il est admis à la retraite le 20 mars 1810.
Il meurt le 10 septembre 1821, à Agen.

## Sources
- A. Lievyns, Jean Maurice Verdot, Pierre Bégat, Fastes de la Légion-d'honneur, biographie de tous les décorés accompagnée de l'histoire législative et réglementaire de l'ordre, Tome 3, Bureau de l’administration, 1844, 529 p. (lire en ligne), p. 15.
- « Cote LH/150/70 », base Léonore, ministère français de la Culture
- Léon Hennet, Etat militaire de France pour l’année 1793, Siège de la société, Paris, 1903, p. 312.
- Jean Robert, Trois siècles de cartographie dans les Pyrénées, Musée Pyrénéen, Château Fort de Lourdes, 1978, p. 27.
- Danielle Quintin et Bernard Quintin, Dictionnaires des colonels de Napoléon, S.P.M., 2013, 978 p. (ISBN 978-2-296-53887-0, lire en ligne), p. 82
- Joseph Henri Menaud de Bazignan  sur roglo.eu